# Help You Fly
Help You Fly ist ein Lied des belarussischen Sängers IVAN. Er vertrat mit dem Lied Belarus beim Eurovision Song Contest 2016.

## Hintergrund
Das Lied wurde von Wiktor Drobysch und Mary Susan Applegate geschrieben. Am 22. Januar 2016 gewann der Sänger mit dem Lied den belarussischen Vorentscheid für den Eurovision Song Contest.

## Beim Eurovision Song Contest
Kurz vor Ostern wurde in den Medien berichtet, dass Ivan vorhabe, unbekleidet mit lebendigen Wölfen auf der Bühne aufzutreten. Da dies gegen die Regeln des Eurovision Song Contests verstößt, war zu erwarten, dass dieser Plan nicht umgesetzt werden konnte. Der Sänger selbst sagte dazu: „Wir haben keinen Plan B. Sollte unsere Idee nicht akzeptiert werden, würde das Publikum einen großen Auftritt verpassen.“ Durch diesen Auftritt sollen laut dem Künstler seine Naturverbundenheit und die Tatsache, dass etwas Wildes auch durchaus zähmbar ist, dargestellt werden.
Anfang April wurde in Minsk, der Hauptstadt von Belarus, die Postkarte des Landes gedreht. Darin spaziert Ivan mit einem Wolf durch den Wald.